# Rhinolophus imaizumii
Rhinolophus imaizumii är en däggdjursart som beskrevs av Hill och Mizuko Yoshiyuki 1980. Rhinolophus imaizumii ingår i släktet Rhinolophus och familjen hästskonäsor. Inga underarter finns listade i Catalogue of Life.
Denna fladdermus förekommer på Ryukyuöarna i södra Japan. Den hittades i en grotta på Iriomote. Arten godkänns inte av IUCN. Den listas där som synonym till Rhinolophus pusillus.